# Appendicula undulata
Appendicula undulata är en orkidéart som beskrevs av Carl Ludwig von Blume. Appendicula undulata ingår i släktet Appendicula och familjen orkidéer.

## Underarter
Arten delas in i följande underarter:
- A. u. longicalcarata
- A. u. undulata